# Flight of the Conchords (Fernsehserie)
Flight of the Conchords ist eine US-amerikanische Comedy-Fernsehserie des Kabelsenders HBO. Die Handlung beschreibt das fiktive Leben des realen neuseeländischen Folk-Duos Flight of the Conchords in New York. Dabei spielen die beiden Sänger Jemaine Clement und Bret McKenzie sich selbst.
Bei HBO nahm die Serie den Sendeplatz von Die Sopranos ein und erreichte bei der Erstausstrahlung 1,25 Mio. Zuschauer. Die Serie wurde für die Verleihung der 60. Emmy Awards in den Kategorien Drehbuch für eine Comedyserie und Regie für eine Comedyserie nominiert. 2018 haben Bret McKenzie und Jemaine Clement eine dritte Staffel definitiv ausgeschlossen.

## Handlung
Die Serie dreht sich um das Alltagsleben und -lieben der beiden Musiker Jemaine und Bret. Die beiden sind aus ihrer Heimat Neuseeland nach New York gezogen, um dort Karriere zu machen. Der Manager der Band ist der unfähige neuseeländische Botschaftsangestellte Murray (Rhys Darby). Jemaine und Bret müssen sich ständiger Annäherungsversuche ihres einzigen Fans Mel (Kristen Schaal) erwehren. Dave (Arj Barker), ein Angestellter in einer Pfandleihe, gibt den beiden Neu-New-Yorkern Tipps zum Umgang mit amerikanischen Frauen und amerikanischer Kultur. Andere Charaktere der Serie sind Brets Freundin Coco (Sutton Foster) sowie Jemaines und Brets Ex-Freundin Sally (Rachel Blanchard).
In jeder Folge der Serie singen die beiden Bandmitglieder mehr oder weniger zur momentanen Situation passende eigene Lieder.

## Ausstrahlung
Flight of the Conchords wurde für den US-amerikanischen Sender HBO produziert. Dort lief die Premiere der zwölfteiligen ersten Staffel zwischen dem 17. Juni und dem 2. September 2007. Die zehnteilige zweite Staffel wurde 2009 zwischen dem 18. Januar und dem 22. März ausgestrahlt.
In Deutschland erfolgt die Ausstrahlung der ersten Staffel vom 26. Juni bis zum 11. September 2013 beim Pay-TV-Sender Sky Atlantic HD. Vom 18. September bis zum 16. Oktober 2013 wurde die zweite Staffel in einen Block von jeweils zwei Episoden am Stück ausgestrahlt.

## Episodenliste

### Staffel 1
| Nr. (ges.) | Nr. (St.) | Deutscher Titel            | Originaltitel           | Erstausstrahlung USA | Deutschsprachige Erstausstrahlung (D) | Regie                | Drehbuch                                      |
| --- | --------- | -------------------------- | ----------------------- | -------------------- | ------------------------------------- | -------------------- | --------------------------------------------- |
| 1 | 1         | Sally                      | Sally                   | 17. Juni 2007        | 26. Juni 2013                         | James Bobin          | James Bobin & Jemaine Clement & Bret McKenzie |
| Bret und Jemaine gehen auf Party bei Dave. Dort verfällt Jemaine der hübschen Sally (Rachel Blanchard), Brets Ex-Freundin. Durch Jemaines neue Beziehung fühlt sich Bret vernachlässigt und Murray hilft der Band ein Musikvideo zu drehen. Cameo: Judah Friedlander. Songs: The Most Beautiful Girl (In the Room), Not Crying, The Humans Are Dead/Robots |           |                            |                         |                      |                                       |                      |                                               |
| 2 | 2         | Bret gibt den Traum auf    | Bret Gives Up the Dream | 24. Juni 2007        | 3. Juli 2013                          | James Bobin          | James Bobin & Jemaine Clement & Bret McKenzie |
| Die Band ist in solchen finanziellen Nöten, dass Bret als Sandwich-Man arbeitet. Allerdings hat die Band einen Auftritt auf einer Reisemesse, sodass Murray und Jemaine den verhinderten Bret durch eine Kassette ersetzen und so hoffen, den aufwändigeren Stand der Australier zu übertrumpfen. Bret lernt bei seiner neuen Tätigkeit das Mädchen Coco (Sutton Foster) kennen und fühlt sich zu ihr hingezogen. Songs: Inner City Pressure, Boom, Rock the Party |           |                            |                         |                      |                                       |                      |                                               |
| 3 | 3         | Im Stich gelassen          | Mugged                  | 1. Juli 2007         | 10. Juli 2013                         | James Bobin          | James Bobin & Jemaine Clement & Bret McKenzie |
| Bret lässt Jemaine im Stich, als die beiden überfallen werden. Um Jemaines Vertrauen wiederzugewinnen, versucht Bret, Jemaines geraubtes „Kameratelefon“ (ein Handy mit angeklebter Kamera) von den Tätern zurückzuholen. Songs: „Hiphopapotamus vs. Rhymenoceros,“ „Think About It“ |           |                            |                         |                      |                                       |                      |                                               |
| 4 | 4         | Yoko                       | Yoko                    | 8. Juli 2007         | 17. Juli 2013                         | Troy Miller          | James Bobin & Jemaine Clement & Bret McKenzie |
| Bret beginnt eine Beziehung mit Coco, aber Jemaine kommt zu all ihren Verabredungen mit. Als Bret ihn bittet, damit aufzuhören, vermutet Jemaine, dass Coco versucht, die Band auseinanderzubringen. Songs: „If You're Into It/Coco's Song,“ „Pencils in the Wind/Sellotape“ |           |                            |                         |                      |                                       |                      |                                               |
| 5 | 5         | Und wieder Sally           | Sally Returns           | 15. Juli 2007        | 24. Juli 2013                         | James Bobin          | James Bobin & Jemaine Clement & Bret McKenzie |
| Songs: „Business Time,“ „Song for Sally“ |           |                            |                         |                      |                                       |                      |                                               |
| 6 | 6         | Bowie                      | Bowie                   | 22. Juli 2007        | 31. Juli 2013                         | Troy Miller          | James Bobin & Jemaine Clement & Bret McKenzie |
| Songs: „Bret, You've Got It Going On,“ „Bowie/Bowie's in Space“ |           |                            |                         |                      |                                       |                      |                                               |
| 7 | 7         | Kein Obst für Neuseeländer | Drive By                | 29. Juli 2007        | 7. Aug. 2013                          | Taika Waititi        | Taika Waititi                                 |
| Songs: „Albi the Racist Dragon,“ „Mutha'uckas,“ „Leggy Blonde“ |           |                            |                         |                      |                                       |                      |                                               |
| 8 | 8         | Top Gun                    | Girlfriends             | 5. Aug. 2007         | 14. Aug. 2013                         | James Bobin          | Eric Kaplan                                   |
| Songs: „Foux Du Fa Fa,“ „K.I.S.S.I.N.G./A Kiss Is Not A Contract“ |           |                            |                         |                      |                                       |                      |                                               |
| 9 | 9         | Auf Tour                   | What Goes on Tour       | 12. Aug. 2007        | 21. Aug. 2013                         | Paul Simms           | Paul Simms                                    |
| Songs: „Mermaid,“ „Rock the Party“ |           |                            |                         |                      |                                       |                      |                                               |
| 10 | 10        | Neue Fans                  | New Fans                | 19. Aug. 2007        | 28. Aug. 2013                         | Taika Waititi        | Duncan Sarkies                                |
| Songs: „Ladies of the World/Something Special for the Ladies,“ „The Prince of Parties,“ „Rock the Party“ |           |                            |                         |                      |                                       |                      |                                               |
| 11 | 11        | Der Schauspieler           | The Actor               | 26. Aug. 2007        | 4. Sep. 2013                          | Michael Patrick Jann | Damon Beesley & Iain Morris                   |
| Songs: „Cheer Up, Murray,“ „Frodo (Don't Wear the Ring)“ |           |                            |                         |                      |                                       |                      |                                               |
| 12 | 12        | Der dritte Conchord        | The Third Conchord      | 2. Sep. 2007         | 11. Sep. 2013                         | James Bobin          | James Bobin & Jemaine Clement & Bret McKenzie |
| Songs: „Bret's Angry Dance,“ „Doggy Bounce“ |           |                            |                         |                      |                                       |                      |                                               |

### Staffel 2
| Nr. (ges.) | Nr. (St.) | Deutscher Titel     | Originaltitel                     | Erstausstrahlung USA | Deutschsprachige Erstausstrahlung (D) | Regie         | Drehbuch                                      |
| --- | --------- | ------------------- | --------------------------------- | -------------------- | ------------------------------------- | ------------- | --------------------------------------------- |
| 13 | 1         | Auf eigene Faust    | A Good Opportunity                | 18. Jan. 2009        | 18. Sep. 2013                         | James Bobin   | James Bobin & Jemaine Clement & Bret McKenzie |
| Songs: „Rejected,“ „Femident Toothpaste,“ „Angels“ |           |                     |                                   |                      |                                       |               |                                               |
| 14 | 2         | Der Becher          | The New Cup                       | 25. Jan. 2009        | 18. Sep. 2013                         | James Bobin   | Duncan Sarkies                                |
| Songs: „Sugalumps,“ „You Don't Have to Be a Prostitute“ |           |                     |                                   |                      |                                       |               |                                               |
| 15 | 3         | Verletzt            | The Tough Brets                   | 1. Feb. 2009         | 25. Sep. 2013                         | James Bobin   | James Bobin & Jemaine Clement & Bret McKenzie |
| Songs: „Hurt Feelings,“ „Hurt Feelings (Reprise),“ „Stay Cool“ |           |                     |                                   |                      |                                       |               |                                               |
| 16 | 4         | Freunde             | Murray Takes It to the Next Level | 8. Feb. 2009         | 25. Sep. 2013                         | Troy Miller   | James Bobin & Jemaine Clement & Bret McKenzie |
| Songs: „Dreams,“ „Friends“ |           |                     |                                   |                      |                                       |               |                                               |
| 17 | 5         | Verbotene Liebe     | Unnatural Love                    | 15. Feb. 2009        | 2. Okt. 2013                          | Michel Gondry | Iain Morris & Damon Beesley                   |
| Songs: „Too Many Dicks on the Dance Floor,“ „Carol Brown“ |           |                     |                                   |                      |                                       |               |                                               |
| 18 | 6         | Brahbrah            | Love Is a Weapon of Choice        | 22. Feb. 2009        | 2. Okt. 2013                          | James Bobin   | Paul Simms                                    |
| Beim Joggen im Park treffen Bret und Jemaine auf Brahbrah (Kristen Wiig), die ihren Hund sucht, der an Epilepsie leidet. Beide verlieben sich in dieselbe Frau, fordern sich zu einem Duell heraus und veranstalten ein Benefiz-Konzert für epileptische Hunde. Songs: „We're Both in Love with a Sexy Lady,“ „Love Is a Weapon of Choice,“ „Epileptic Dogs“ |           |                     |                                   |                      |                                       |               |                                               |
| 19 | 7         | Der Premierminister | Prime Minister                    | 1. März 2009         | 9. Okt. 2013                          | James Bobin   | James Bobin & Jemaine Clement & Bret McKenzie |
| Songs: „Demon Woman,“ „Oh, Dance, Baby“ |           |                     |                                   |                      |                                       |               |                                               |
| 20 | 8         | Neuseelandtown      | New Zealand Town                  | 8. März 2009         | 9. Okt. 2013                          | Taika Waititi | Taika Waititi                                 |
| Song: „Fashion Is Danger“ |           |                     |                                   |                      |                                       |               |                                               |
| 21 | 9         | Savannah            | Wingmen                           | 15. März 2009        | 16. Okt. 2013                         | James Bobin   | James Bobin & Jemaine Clement & Bret McKenzie |
| Songs: „Rambling Through the Avenues of Time,“ „I Told You I Was Freaky“ |           |                     |                                   |                      |                                       |               |                                               |
| 22 | 10        | Ausgewiesen         | Evicted                           | 22. März 2009        | 16. Okt. 2013                         | Taika Waititi | James Bobin & Jemaine Clement & Bret McKenzie |
| Songs: „Everyday Sounds Musical Montage,“ „Petrov, Yelyena, & Me,“ „Flight of the Conchords: The Broadway Musical“ |           |                     |                                   |                      |                                       |               |                                               |